# سیارک ۱۵۶۷
سیارک ۱۵۶۷ (به انگلیسی: 1567 Alikoski، نامگذاری:1941HN) هزار و پانصد و شصت و هفتمین سیارک کشف شده‌است که در ۲۲ آوریل ۱۹۴۱ کشف شد.
قدر مطلق سیارک برابر ۹٫۴۷ است.